# American Horror Story: Roanoke
American Horror Story: Roanoke ist die sechste Staffel der US-amerikanischen Horror-Fernsehserie American Horror Story, die auf einer Idee von Ryan Murphy und Brad Falchuk basiert. Die Erstausstrahlung fand zwischen dem 14. September und dem 16. November 2016 auf dem TV-Sender FX statt. Die deutschsprachige Erstausstrahlung lief vom 3. November 2016 bis zum 5. Januar 2017 auf FOX.
Wiederkehrende Darsteller sind Kathy Bates, Sarah Paulson, Lily Rabe, Denis O’Hare, Wes Bentley, Evan Peters, Cheyenne Jackson, Angela Bassett, Adina Porter, Lady Gaga, Leslie Jordan, Frances Conroy, Finn Wittrock, Taissa Farmiga und Robin Weigert.

## Handlung
Die sechste Staffel präsentiert sich als fiktive Dokumentation My Roanoke Nightmare und erzählt die Geschichte von Matt und Shelby Miller. Während Lily Rabe Shelby Miller und André Holland Matt Miller in den Interviewaufnahmen darstellen, werden ihre Erzählungen in nachgestellten Szenen visualisiert, wobei Shelby wiederum von Audrey Tindall (gespielt von Sarah Paulson) und Matt von Dominic Banks (gespielt von Cuba Gooding Jr.) verkörpert werden. Nachdem Matt und Shelby von einer Gang in Los Angeles, als Teil einer Mutprobe, angegriffen werden, und Shelby dabei eine Fehlgeburt erleidet, beschließen die beiden, in ein Haus in North Carolina, der Staat aus dem Matt stammt, umzuziehen. Merkwürdige Dinge passieren kurz nach ihrem Umzug. Shelby wird im Whirlpool fast ertränkt, Matt findet den verwesten Körper eines toten Schweins vor der Tür des Hauses. Erst denken die beiden, dass die Polk-Familie, die auch hinter dem Haus her war, hinter den Ereignissen steckt. Da die Polizei nicht von großer Hilfe ist, zieht wenig später auch Matts Schwester Lee, eine Ex-Polizistin, die in den Interviewaufnahmen von Adina Porter und in den nachgestellten Szenen von Monet Tumissee (gespielt von Angela Bassett) verkörpert wird, im Haus ein. Die seltsamen Ereignisse nehmen ihren Lauf und werden immer gefährlicher. Nach einem Streit mit ihrem Eheman Mason, „entführt“ Lee dessen gemeinsame Tochter, Flora in das Roanoke Haus. Flora verschwindet kurz darauf, spurlos. Mason gibt Lee die Schuld für diesen Vorfall, und wird, nach einem Streit mit seiner Ex-Frau, zu Tode verbrannt aufgefunden. Die von Matt installierten Kameras erfassen wie Lee kurz nach Mason das Haus verlässt, und nach ein paar Stunden wieder zurückkehrt. Shelby vermutet, dass Lee hinter dem Mord von Mason steckt. Lee verweigert dies aber energisch. Auch nach 3 Tagen Fahndung wurde Flora immer noch nicht gefunden. Durch eine Begegnung mit dem Medium Cricket Marlowe (in der Nachstellung von Ashley Gilbert, in Wirklichkeit Leslie Jordan gespielt) stellt sich heraus, dass alle bisherigen Bewohner des Hauses ermordet wurden und nun als Geister weiter existieren. Die ersten die je auf dem Land ums Leben gekommen sind, sind die Mitglieder der verschwundenen Roanoke-Kolonie, angeführt von Thomasin „the Butcher“ (die Schlächterin) White. In der Dokumentation wird „The Butcher“ von Agnes Mary Winstead (gespielt von Kathy Bates) dargestellt. Jedes Jahr zur Blutmond-Zeit haben die Geister für 6 Tage die Kraft, zu morden. Die ersten fünf Folgen thematisieren den Terror und das Überleben der Familie Miller zum Blutmond 2015.
Mit dem Beginn der sechsten Folge begeben wir uns ins Jahr 2016. Da My Roanoke Nightmare so ein großer Hit war, entschied sich der Produzent Sidney Aaron James (gespielt von Cheyenne Jackson), eine zweite Staffel mit dem Namen Return to Roanoke: Three Days in Hell zu bestellen. Dafür begeben sich sowohl die echte Familie Miller als auch ihre Darsteller sowie Rory Monahan (gespielt von Evan Peters), der Edward Felippe Mott in My Roanoke Nightmare darstellte, zusammen zurück ins Haus. Agnes Mary Winstead liebt ihre Rolle als „The Butcher“ so sehr, dass sie sich schon angewöhnt hat, auch im echten Leben Menschen tödlich zu verletzen und als ihre Rolle aufzutreten. Ihr wird somit nicht erlaubt, ein Teil der zweiten Staffel zu sein. Trotzdem treibt sie ihr Unwesen in Roanoke Island als „The Butcher“. Sidney und seine Crew möchten den Teilnehmern noch mehr Angst einjagen, indem sie in der kompletten Umgebung und im Haus angsteinflößende Effekte anwenden oder sogar selbst mit Horror-Kleidung auftauchen. Mit Kameras werden Shelby, Lee, Dominic und die Anderen überwacht. Aufgrund einer Zwischensequenz wird klar, dass innerhalb der nächsten drei Tage alle Personen, außer einer, unter mysteriösen Umständen sterben werden.
Am ersten Abend bekommt jeder eine Videokamera von Sidney, um alles, was in Roanoke Island vor sich geht, aufnehmen zu können. Nach der Trennung von Shelby und Matt, ging sie mit Dominic aus, was zu Streitereien im Haus führt. Doch als sich jeder beruhigt und Audrey duschen geht, sieht sie Piggy Man, ein Toter mit einem Schweinekopf, und rennt schreiend aus dem Badezimmer hinaus. Jeder denkt, es sei ein Streich von Sidney, weswegen Rory, der Ehemann von Audrey, nachschaut. Dabei wird er von den beiden Krankenschwestern Miranda und Bridget erstochen. Währenddessen werden Sidney, ein Kameramann und eine seiner Assistentinnen von Agnes etwas weiter weg vom Haus getötet.
Am nächsten Tag greift Agnes Shelby im Haus an und verletzt sie, aber Dominic kann sie retten und Agnes flieht. Während sich Shelby nun ausruht, sind Audrey, Lee und Monet auf der Suche nach Hilfe. Dabei finden sie die Leichen von Sidney und seinen Mitarbeitern und werden von Agnes angegriffen. Doch Lee schießt auf Agnes und die drei Frauen flüchten. Etwas später finden sie auch die Leiche von Rory und werden dann von der Polk-Familie entführt. Als Dominic im Haus nach einem Schlaf aufwacht und in den Keller geht, entdeckt er Matt, der gerade mit Scáthach, einer Waldhexe, schläft. Dominic erzählt dies Shelby und sie gehen zusammen in den Keller. Nachdem sie Scáthach verscheucht hat und Matt ihr seine Liebe zu der Waldhexe gesteht, rastet Shelby aus und zertrümmert Matts Kopf mit einem Brecheisen. Abends taucht sowohl die noch lebende Agnes sowie etwas später auch die wahre Thomasin „The Butcher“ White mit ihren Anhängern am Haus auf. Erst als Agnes von ihnen umzingelt wird, erkennt sie, dass sie in großer Gefahr schwebt, und gesteht, dass sie eigentlich nur im Fernsehen sein will. Daraufhin wird ihr Kopf von „The Butcher“ mit einem Hackbeil gespalten.
Zur gleichen Zeit wird Lee von Jether Polk (gespielt von Finn Wittrock) und seiner Mutter gefoltert, während Audrey und Monet von den zwei Brüdern von Jether gequält werden. Einige Stunden später bittet Lee Jether darum, sie zu filmen, damit sie sich bei ihrer Tochter Flora verabschieden kann, da sie denkt, dass sie stirbt. In diesem Video gesteht sie auch den Mord an Mason, ihrem Ehemann. Trotzdem kann Lee entkommen und tötet Jether. Auch Monet kann sich befreien und möchte Audrey helfen, doch als Mama Polk kommt, flieht Monet ohne Audrey. Mama Polk befiehlt ihren zwei Söhnen, Monet zu holen, und kümmert sich um Audrey und reißt ihr dabei einen Zahn aus. Lee kann Audrey befreien und zertrümmert dabei mit einem Hammer den Kopf von Mama Polk. Lee und Audrey flüchten, doch Monet ist immer noch auf der Flucht in den Wäldern.
Im Haus angekommen bricht Lee in Tränen aus, als sie die Leiche ihres Bruders sieht. Sie finden daraufhin auch Shelbys Leiche und Dominic. Er erzählt den beiden, dass Shelby sich aufgrund von Schuldgefühlen selbst umgebracht hat. Die beiden glauben Dominic nicht und geben ihm die Schuld für die beiden Morde. Sie streiten sich und sperren ihn aus dem Schlafzimmer aus, woraufhin er dann kurze Zeit später vom „Piggy Man“ erstochen wird.
Am darauffolgenden dritten Tag machen sich Audrey und Lee auf den Weg zum Polk-Haus, um eine Kamera, die den Mord an Mama Polk gefilmt hat, mitzunehmen. Sie wollen das Haus gerade verlassen, da steht Piggy Man vor ihnen. Doch diesmal war es nur einer der Streiche von Sidney, denn Dylan (gespielt von Wes Bentley), der in My Roanoke Nightmare Ambrose White, den Sohn von Thomasin, verkörpert, steckt hinter dem Schweinekopf. Dieser wurde beauftragt, am dritten Tag als „Piggy Man“ aufzutreten. Nachdem Audrey und Lee ihm erklärt haben, dass alles was sie in der Dokumentation nachgespielt haben, wahr ist, sie ihm die Leichen von Shelby und den anderen zeigen und erwähnen, dass Monet auch noch lebt, sagen sie ihm, dass sie jetzt auf dem Weg zu den Polks seien. Dylan begleitet sie. Sie kommen dort an und teilen sich auf. Dylan kümmert sich um das Fahrzeug, und Audrey und Lee suchen nach Monet und dem Video. Audrey findet Monet und rettet sie, doch plötzlich taucht einer der Söhne auf und droht den zwei Frauen. Audrey zieht ihren Revolver und schießt ihm in den Kopf. Dylan wird bei dem Versuch, das Auto kurzzuschließen, von dem anderen Sohn offensichtlich erstochen. Audrey und Monet sehen ihn, müssen ihn aber zurücklassen, da sie schon von weitem „The Butcher“ und ihre Kolonie sehen und in den Wald fliehen müssen. Lee hat nichts gefunden und flüchtet ebenfalls in den Wald, da der Sohn von den Polks, der Dylan erstochen hat, sie verfolgt. Audrey und Monet kommen in Haus an und beruhigen sich erst. Monet denkt, Lee sei tot, aber Audrey verneint dies, und sie sehen sich zusammen die Aufnahme aus dem Haus der Polks an, die Audrey gefunden hat. Sie sind schockiert, als Lee den Mord an Mason gesteht. Währenddessen wird Lee im Wald von Scáthach dazu verleitet, ein Herz zu essen, sodass sie von ihr besessen wird.
Am selben Tag sind drei Fans der Dokumentation auf dem Weg zum Haus in Roanoke Island. Das sind die Blogger Sophie Green (gespielt von Taissa Farmiga), Milo (gespielt von Jon Bass) und Todd Connors (gespielt von Jacob Artist). Sie filmen sich selbst und laufen durch den Wald, um zum Haus zu gelangen. Es wird immer unheimlicher im Wald, bis sie schließlich auf Lee treffen. Diese steht ganz still da, aufgrund der Besessenheit zu Scáthach. Todd spricht sie an, doch Lee tötet ihn. Sophie und Milo flüchten sofort, bis sie später auch die Leichen von Sidney und den anderen zwei sehen. Plötzlich taucht ein verletzter Mann auf und die zwei Blogger rennen ängstlich in das Überwachungsgebäude von Sidney. Erst dann bemerken sie, dass der verletzte Mann Dylan ist. Auf den Überwachungsbildschirmen sehen Sophie und Milo, dass Audrey und Monet noch leben, aber Lee auf dem Weg zum Haus ist. Sie wollen verhindern, dass Audrey und Monet sterben, und laufen ebenfalls zum Haus.
Lee kommt im Haus an und Audrey und Monet sind froh, sie zu sehen. Die Stimmung ist sehr merkwürdig, da Lee sich immer noch ruhig verhält. Lee schubst Monet durch das Geländer, worauf Monet durch das Treppenhaus auf den bereits vorher heruntergefallenen Kronleuchter fällt und aufgespießt wird. Audrey rennt aus dem Haus an der gerade sterbenden Monet vorbei. Sie geht zum Keller außerhalb des Hauses, wird aber von Lee schwer verletzt und in den Keller gestoßen.
Als die zwei Blogger am Haus ankommen, ist es schon zu spät und sie können die beiden nicht mehr retten. Sie sehen, wie „The Butcher“ und ihre Anhänger am Haus ankommen. Sie haben auch Dylan. Dieser wird ausgeweidet. Sophie und Milo wollen abhauen, aber Lee ist schon bei ihnen und bringt sie zu Thomasin. Beide werden aufgespießt und lebendig verbrannt, während alles von ihren Kameras aufgenommen wird.
Am nächsten Morgen kommt die Polizei am Haus an. Jeder außer Lee scheint tot zu sein. Sie hat keine Ahnung mehr, was in der letzten Nacht passiert ist, und die Polizei hilft ihr. Wenig später wird auch die verletzte Audrey gefunden, die nichts von Lee und ihrer Besessenheit wusste. Sie sieht Lee, nimmt sich die Waffe eines der Polizisten und zielt auf sie. Doch bevor sie es schafft, Lee zu töten, wird Audrey selbst von den anderen Polizisten erschossen.
Nach einiger Zeit, in der sie durch ihre Bekanntheit dank der Serie in vielen Interviews zu sehen war (unter anderem die Lana Winters Show), macht sich Lee auf die Suche nach ihrer Tochter Flora. Diese wird vermisst und von Lee schließlich im Haus in Roanoke Island gefunden. Flora möchte bei Priscilla, dem Geister-Mädchen, bleiben und auf sie aufpassen, doch dafür muss sie sterben. Doch Lee will nicht, dass ihre Tochter stirbt, und opfert sich selbst, um den Wunsch Floras zu erfüllen. Das Haus geht in Flammen auf und explodiert schließlich. Lee stirbt in den Flammen, Flora überlebt und wird von der Polizei in Sicherheit gebracht. Währenddessen zog der Blutmond erneut auf. „The Butcher“ und ihre Kolonie tauchen letztendlich wieder am Haus auf, welches noch von den Polizisten umgeben ist. Kurz darauf sind schon die ersten Schreie zu hören.

## Besetzung und Synchronisation

### Hauptdarsteller

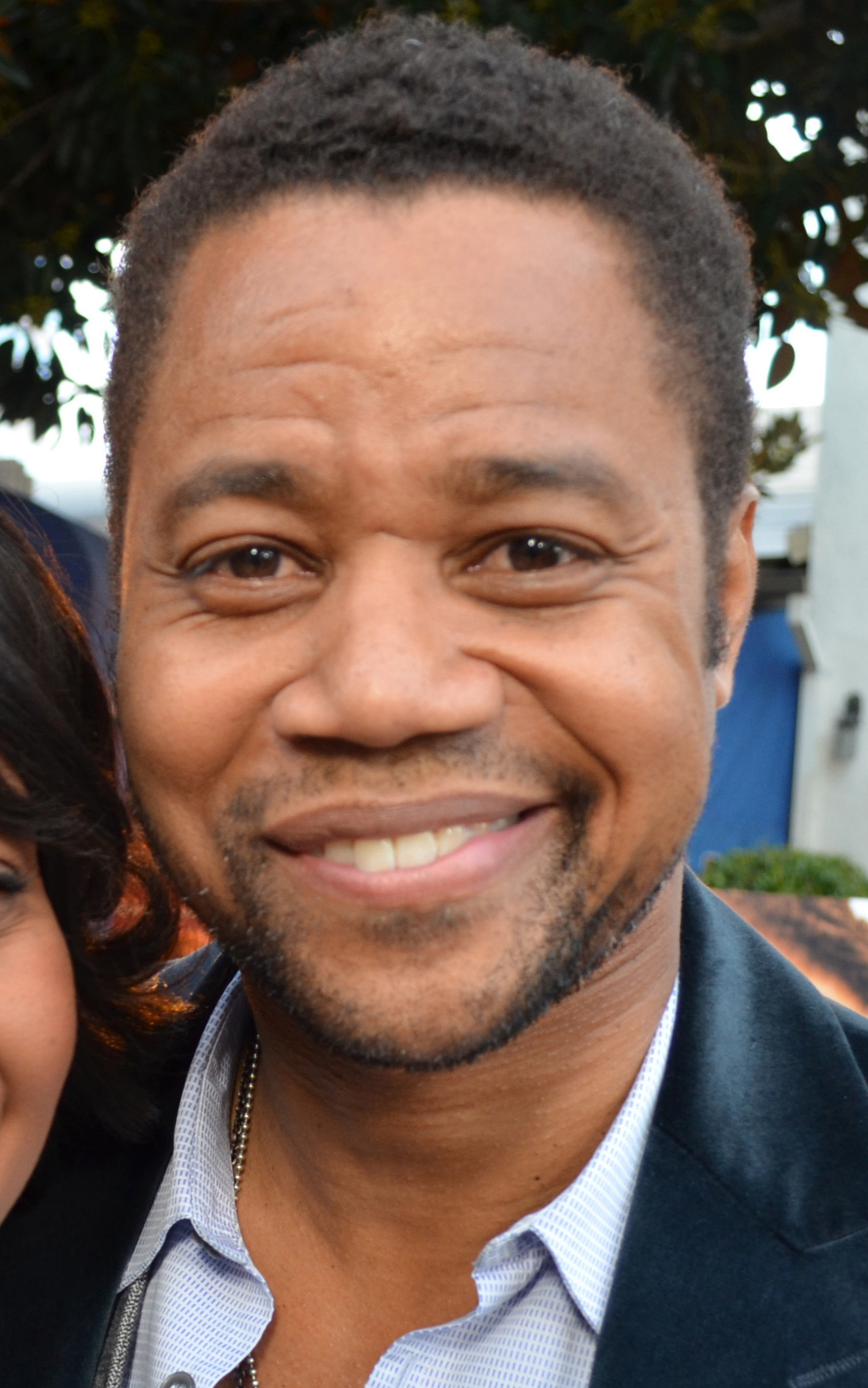
Cuba Gooding Jr. ergänzt in der sechsten Staffel die Hauptbesetzung und spielt Dominic Banks.

| Schauspieler     | Rolle                 | Rolle in My Roanoke Nightmare  | Hauptrolle (Episoden)          | Synchronsprecher   |
| ---------------- | --------------------- | ------------------------------ | ------------------------------ | ------------------ |
| Kathy Bates      | Agnes Mary Winstead   | Thomasin „Die Metzgerin“ White | 6.01–6.10                      | Regina Lemnitz     |
| Sarah Paulson    | Audrey Tindall        | Shelby Miller                  | 6.01–6.10                      | Ulrike Stürzbecher |
| Sarah Paulson    | Lana Winters          |                                | 6.10                           | Ulrike Stürzbecher |
| Lily Rabe        | Shelby Miller         | Shelby Miller                  | 6.01–6.10                      | Cathlen Gawlich    |
| Cuba Gooding Jr. | Dominic Banks         | Matt Miller                    | 6.01–6.10                      | Dietmar Wunder     |
| André Holland    | Matt Miller           | Matt Miller                    | 6.01–6.07, 6.10                | Marios Gavrilis    |
| Denis O’Hare     | William van Henderson | Dr. Elias Cunningham           | 6.01–6.05, 6.10                | Udo Schenk         |
| Wes Bentley      | Dylan                 | Ambrose White                  | 6.01–6.05, 6.08–6.10           | Alexander Doering  |
| Evan Peters      | Rory Monahan          | Edward Felippe Mott            | 6.05–6.07, 6.10                | Jan Rohrbach       |
| Cheyenne Jackson | Sidney Aaron James    |                                | 6.03 (Stimme), 6.06–6.07, 6.10 | Jaron Löwenberg    |
| Angela Bassett   | Monet Tumusiime       | Lee Harris                     | 6.01–6.10                      | Anke Reitzenstein  |

### Nebendarsteller
| Schauspieler            | Rolle                          | Rolle in My Roanoke Nightmare | Nebenrolle (Episoden) | Synchronsprecher  |
| ----------------------- | ------------------------------ | ----------------------------- | --------------------- | ----------------- |
| Adina Porter            | Lee Harris                     | Lee Harris                    | 6.01–6.10             | Katrin Zimmermann |
| Charles Malik Whitfield |                                | Mason Harris                  | 6.01–6.03             | Sascha Rotermund  |
| Colby French            |                                | Officer Connell               | 6.01–6.05             | Detlef Bierstedt  |
| Lady Gaga               |                                | Scáthach                      | 6.02–6.04             | Jacqueline Belle  |
| Saniyya Sidney          |                                | Flora Harris                  | 6.02–6.05             | Marie Lemke       |
| Estelle Hermansen       |                                | Priscilla                     | 6.02–6.05             | Pauline Großmeier |
| Leslie Jordan           | Ashley Gilbert                 | Cricket Marlowe               | 6.03–6.04, 6.10       | Lutz Mackensy     |
| Susan Berger            | Thomasin „Die Metzgerin“ White |                               | 6.07–6.10             |                   |
| Frederick Koehler       | Lot Polk                       | Lot Polk                      | 6.07–6.10             | Tim Sander        |

Anmerkungen (Staffel 6)
1. 1 2  Lily Rabe, André Holland und Adina Porter stellen die echten Personen dar, die in der Dokumentation als Interviewpartner zu sehen sind, während andere Darsteller Schauspieler der nachgestellten Szenen verkörpern.
2. ↑  Sarah Paulson verkörperte die Rolle der Lana Winters bereits in der zweiten Staffel der Serie.

#### Nennenswerte Gastdarsteller
Frances Conroy ist in der fünften Folge in nachgestellten Szenen als Mama Polk dabei sowie Robin Weigert als die echte Figur (6.07–6.08). Finn Wittrock ist in der siebten und achten Folge wiederum als echter Jether Polk vertreten. In der neunten Folge sind zudem Jacob Artist als Todd Connors und Taissa Farmiga als Sophie Green zu sehen, die hier erstmals seit der dritten Staffel wieder in der Serie mitspielt.

## Episoden
Die Erstausstrahlung der sechsten Staffel (American Horror Story: Roanoke) war vom 14. September bis zum 16. November 2016 auf dem US-amerikanischen Kabelsender FX zu sehen. Die deutschsprachige Erstausstrahlung sendete der deutsche Pay-TV-Sender FOX vom 3. November 2016 bis zum 5. Januar 2017.
| Nr. (ges.) | Nr. (St.) | Deutscher Titel | Originaltitel | Erstausstrahlung USA | Deutschsprachige Erstausstrahlung (D) | Regie                 | Drehbuch                   | Zuschauer (USA) |
| ---------- | --------- | --------------- | ------------- | -------------------- | ------------------------------------- | --------------------- | -------------------------- | --------------- |
| 64         | 1         | Kapitel 1       | Chapter 1     | 14. Sep. 2016        | 3. Nov. 2016                          | Bradley Buecker       | Ryan Murphy & Brad Falchuk | 5,14 Mio.       |
| 65         | 2         | Kapitel 2       | Chapter 2     | 21. Sep. 2016        | 10. Nov. 2016                         | Michael Goi           | Tim Minear                 | 3,27 Mio.       |
| 66         | 3         | Kapitel 3       | Chapter 3     | 28. Sep. 2016        | 17. Nov. 2016                         | Jennifer Lynch        | James Wong                 | 3,08 Mio.       |
| 67         | 4         | Kapitel 4       | Chapter 4     | 5. Okt. 2016         | 24. Nov. 2016                         | Marita Grabiak        | John J. Gray               | 2,83 Mio.       |
| 68         | 5         | Kapitel 5       | Chapter 5     | 12. Okt. 2016        | 1. Dez. 2016                          | Nelson Cragg          | Akela Cooper               | 2,82 Mio.       |
| 69         | 6         | Kapitel 6       | Chapter 6     | 19. Okt. 2016        | 8. Dez. 2016                          | Angela Bassett        | Ned Martel                 | 2,48 Mio.       |
| 70         | 7         | Kapitel 7       | Chapter 7     | 26. Okt. 2016        | 15. Dez. 2016                         | Elodie Keene          | Crystal Liu                | 2,62 Mio.       |
| 71         | 8         | Kapitel 8       | Chapter 8     | 2. Nov. 2016         | 23. Dez. 2016                         | Gwyneth Horder-Payton | Todd Kubrak                | 2,20 Mio.       |
| 72         | 9         | Kapitel 9       | Chapter 9     | 9. Nov. 2016         | 29. Dez. 2016                         | Alexis Korycinski     | Tim Minear                 | 2,43 Mio.       |
| 73         | 10        | Kapitel 10      | Chapter 10    | 16. Nov. 2016        | 5. Jan. 2017                          | Bradley Buecker       | Ryan Murphy & Brad Falchuk | 2,45 Mio.       |